# Polichnodes
Polichnodes is een geslacht van rechtvleugeligen uit de familie sabelsprinkhanen (Tettigoniidae). De wetenschappelijke naam van dit geslacht is voor het eerst geldig gepubliceerd in 1898 door Giglio-Tos.

## Soorten
Het geslacht Polichnodes  is monotypisch en omvat slechts de volgende soort:
- Polichnodes americana (Giglio-Tos, 1898)